# Pinguicula christinae
Pinguicula christinae är en tätörtsväxtart som beskrevs av Lorenzo Peruzzi och Gestri. Pinguicula christinae ingår i släktet tätörter, och familjen tätörtsväxter. Inga underarter finns listade i Catalogue of Life.